# 辣妹與宅妹的不解孽緣
《辣妹與宅妹的不解孽緣》（日语：ギャルとオタクはわかりあえない。）是河合朗創作的日本四格漫畫作品。於2015年8月27日正式創刊的四格漫畫雜誌《COMIC CUNE》發表。ComicWalker網站也發表該漫畫。該作品主要敘述2位校園偶像的喜劇故事。2021年推出Village Vanguard與作者河合朗首次合作商品。

## 登場角色
早乙女麻里亞（Saotome Maria）
妝容精致的辣妹，私下是偶像TEN的狂熱粉絲。因為買到TEN的限量CD而手舞足蹈，不料被同班的音無目擊此景，從此被當把柄威脅。
音無天音（Otonashi Amane）
麻里亞的同班同學。外表陰鬱的女生，以「TEN」的名義從事偶像工作。
岩清水滿代（Iwashimizu Michiyo）
和TEN同一事務所的偶像，藝名「美琪（Mickey）」。秋田縣出身，對TEN揭發她的人設耿耿於懷，以至追蹤她而轉學。有時性格如狗般凶暴，但也有容易馴服的一面。
松嶋睦月（Matsushima Mutsuki）
TEN的經紀人，體質虛弱。喜愛製作萌系服裝，TEN的舞台服全都出自她手。
松嶋彌生（Matsushima Yayoi）
麻里亞的朋友，松嶋經紀人的妹妹。冷靜自持，行事縝密。
真穗路（Mahoro）
麻里亞的朋友。天然呆，不識好歹。
瑪琳（Marine）
可愛系偶像，平素貌不驚人，處事消極。
早乙女由里亞（Saotome Yuria）
麻里亞的妹妹。崇拜身為辣妹的姊姊，難以忍受姊姊沉迷偶像的行徑，但在第一次觀看TEN的表演後，也被她折服。
山田（Yamada）／小林（Kobayashi）／森（Mori）
麻里亞的追星同伴。

## 出版書籍
| 冊數 | KADOKAWA      | KADOKAWA               | 台灣角川       | 台灣角川               |
| 冊數 | 發售日期      | ISBN                   | 發售日期       | ISBN                   |
| ---- | ------------- | ---------------------- | -------------- | ---------------------- |
| 1    | 2016年7月27日 | ISBN 978-4-04-068604-2 | 2017年12月21日 | ISBN 978-957-853-165-9 |
| 2    | 2017年4月27日 | ISBN 978-4-04-069163-3 | 2018年5月17日  | ISBN 978-957-564-208-2 |
| 3    | 2018年5月26日 | ISBN 978-4-04-069623-2 |                |                        |
| 4    | 2019年2月27日 | ISBN 978-4-04-065483-6 |                |                        |
| 5    | 2020年1月27日 | ISBN 978-4-04-064289-5 |                |                        |

## 外部連結
- 辣妹與宅妹的不解孽緣 （页面存档备份，存于）於COMIC CUNE網站的內容（日語）
- 辣妹與宅妹的不解孽緣 （页面存档备份，存于）於ComicWalker網站的內容（日語）